# Jamie Thomas
Jamie Thomas (* 11. Oktober 1974 in Dothan, Alabama) ist ein US-amerikanischer professioneller Skateboarder und Unternehmer.

## Werdegang
Thomas wurde Anfang der 1990er-Jahre zum Streetskateboarder und schloss sich 1995 dem Toy-Machine-Skateteam von Ed Templeton an. Besonders populär wurde Thomas durch seinen Melon Grab über das sogenannte Leap of Faith, eines der weltweit höchsten und schwierigsten Skateboard-Gaps der Welt. Außerdem wirkte Thomas in zahlreichen Skateboardvideos mit, darunter Welcome to Hell, Thrill of It All, Dying to Live, Reason to Believe und Ride the Sky. Er hat die Unternehmung Zero Skateboards aufgebaut und ist Inhaber der Firmen Zero Wheels, Fallen Footwear und Thunder Trucks.
Thomas wurde 2006 von Ernst & Young als „Unternehmer des Jahres“ ausgezeichnet.
Graham Coxon (Mitbegründer und Leadgitarrist der britischen Band Blur) widmete ihm den Song Jamie Thomas, der Opener seines Soloalbums Golden D (2000) ist.